# Університетська площа (Гайдельберг)

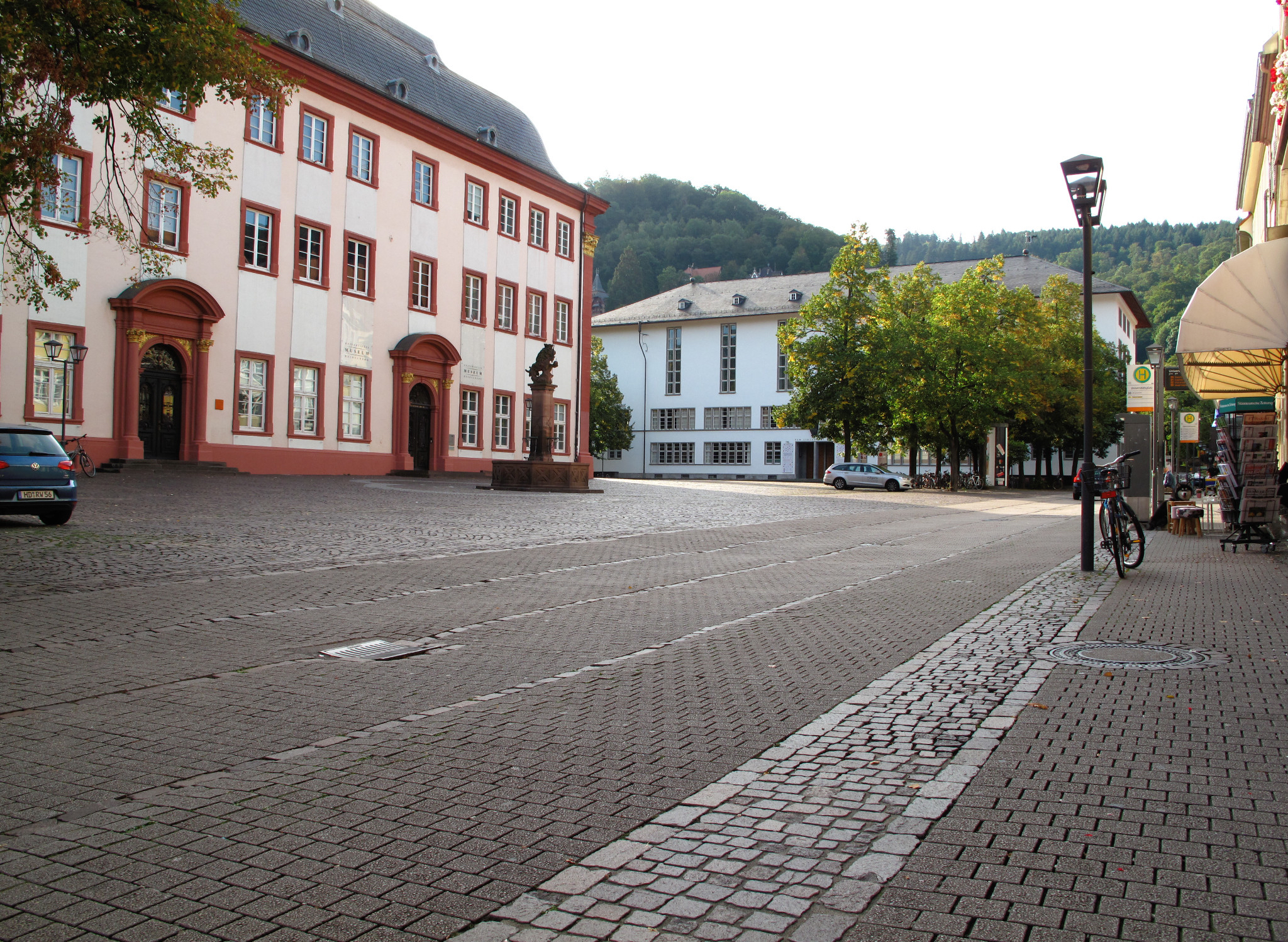
Університетська площа, Старий університет (ліворуч) і Новий університет (в глибині)

Університетська площа (раніше Paradeplatz, Ludwigsplatz, з 1928 Universitätsplatz, 1937–1945 Langemarckplatz) — площа в Старому місті Гайдельберга. Вулиця Гауптштрасе проходить уздовж північної сторони площі, провулок Грабенгассе, який позначає лінію перших міських укріплень, проходить уздовж західної її сторони. Зі сходу та півдня площа межує з будівлями Гайдельберзького університету, які й дали назву площі.

## Історія
На місці нинішньої площі стояв монастир августинців, перша згадка про який датується 1279 роком. У 1518 році в монастирі зупинявся Мартін Лютер, який публічно відстоював свої тези в Гайдельберзькому диспуті. З наверненням курфюрста Фрідріха III до кальвінізму та подальшої Реформації Пфальцу, монастир було розпущено та перетворено на колледж. Під час Пфальцької війни за спадщину будівлі були зруйновані в 1693 році і більше не відновлювалися. На початку XVIII століття руїни монастиря були знесені до висоти 1,70 м, кімнати засипані і на його місці створена рівна площа. Курфюрст Карл Теодор придбав це місце в 1753 році і перетворив його на парадну площу під назвою Парадеплац. Приблизно з 1830 року вона називалася Ludwigsplatz (на честь великого герцога Людвіга I).
У 1901 році посеред площі встановлено бронзовий кінний пам'ятник кайзеру Вільгельму I. Це була копія статуї, створеної Адольфом Дондорфом для Штутгарта. 4 травня 1918 року статуя була розібрана і переплавлена.
З 1928 року площа називалася Universitätsplatz. У 1937 році площа була перейменована на Лангемаркплац (на честь міфу про Лангемарка) на прохання лідера студентів Рейху. 17 травня та 16 липня 1933 року студенти спалили на університетській площі «марксистські та ненімецькі твори». З 1945 року площа знову називається Universitätsplatz. У 1978 році вона була перепланована і, як і Гауптштрасе, стала пішохідною зоною.

## Сьогоднішній стан

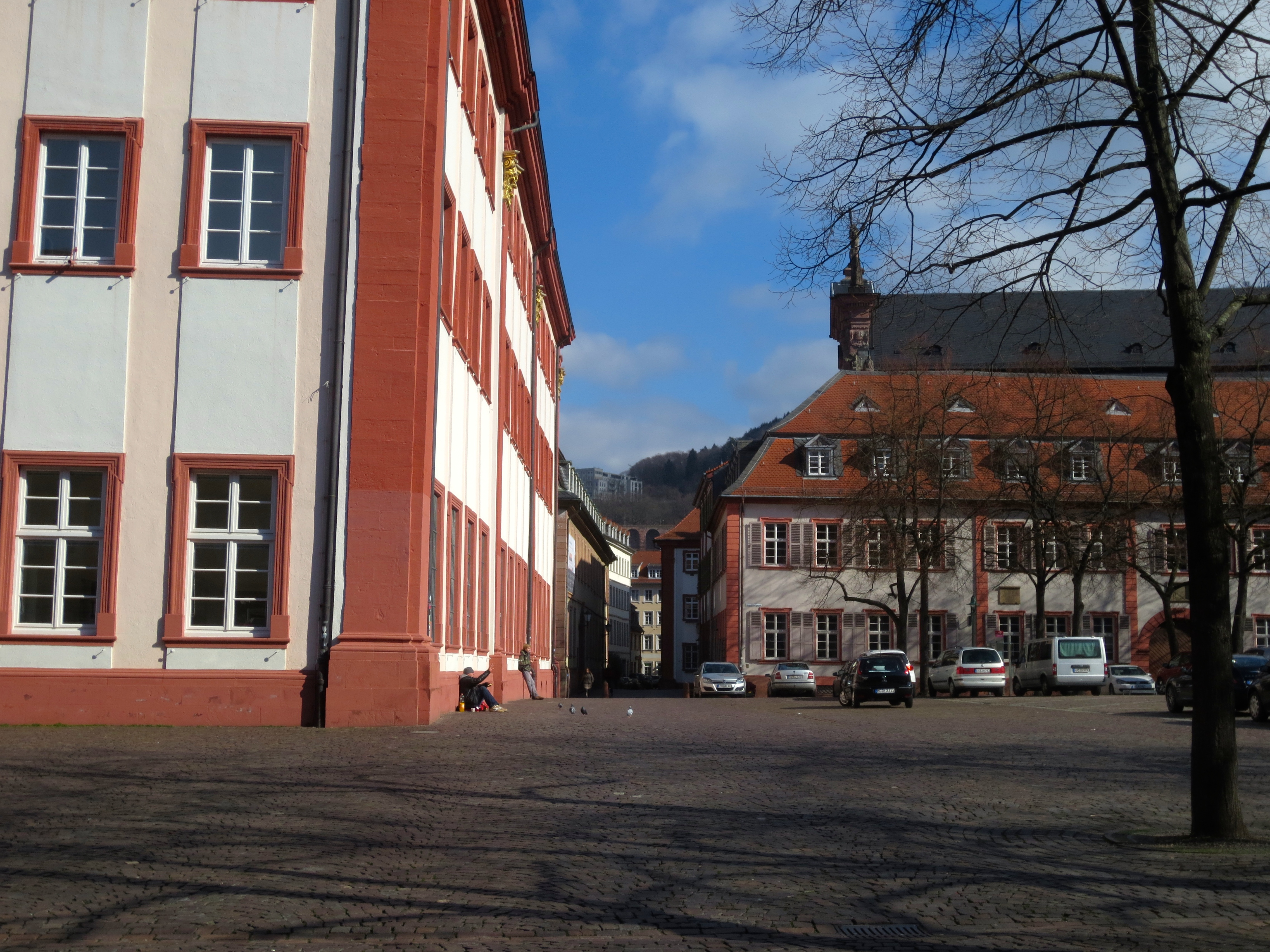
Вид на схід

Площа вимощена бруківкою. На ній знаходяться дві квадратні групи дерев та декілька стовпів для афіш. Пам’ятні дошки, встановлені на бруківці, вшановують диспут Лютера в 1518 році та спалення книг у 1933 році.
На півночі знаходиться будівля Старого університету, побудована з 1712 по 1735 рік. Навпроти нього на південному краю площі знаходиться будівля Нового університету, яка була зведена в 1930-х роках на місці так званого Коллегієнгауза.
Перед головним входом в Старий університет знаходиться фонтан Лева, який раніше відігравав важливу роль у водопостачанні міста. Фонтан увінчаний статуєю лева, геральдичної тварини Курпфальцу.

Автобусна зупинка на Університетській площі є важливим транспортним вузлом, особливо для студентів (зокрема, для гуманітаріїв, які займаються у старому місті), а також для туристів, які можуть швидко дістатися звідти багатьох пам’яток. Влітку біля прилеглих ресторанів зазвичай працюють вуличні кафе. Площа регулярно використовується для таких заходів, як Гейдельберзькі дні літератури або різдвяний ярмарок.

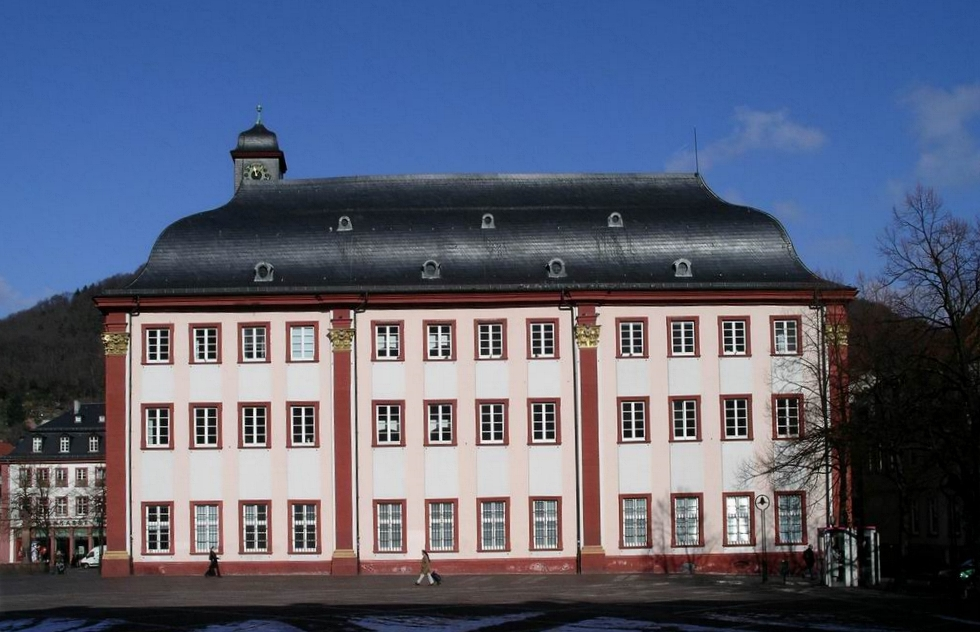
Старий університет
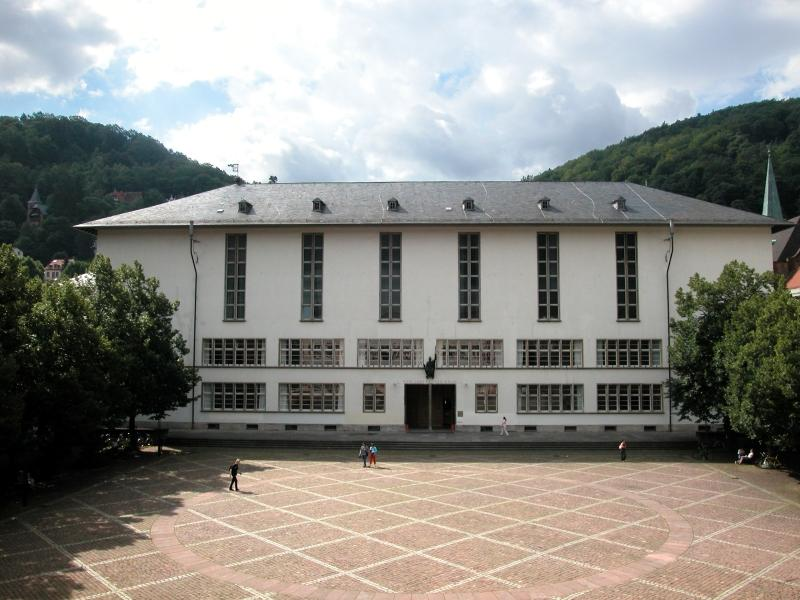
Новий університет
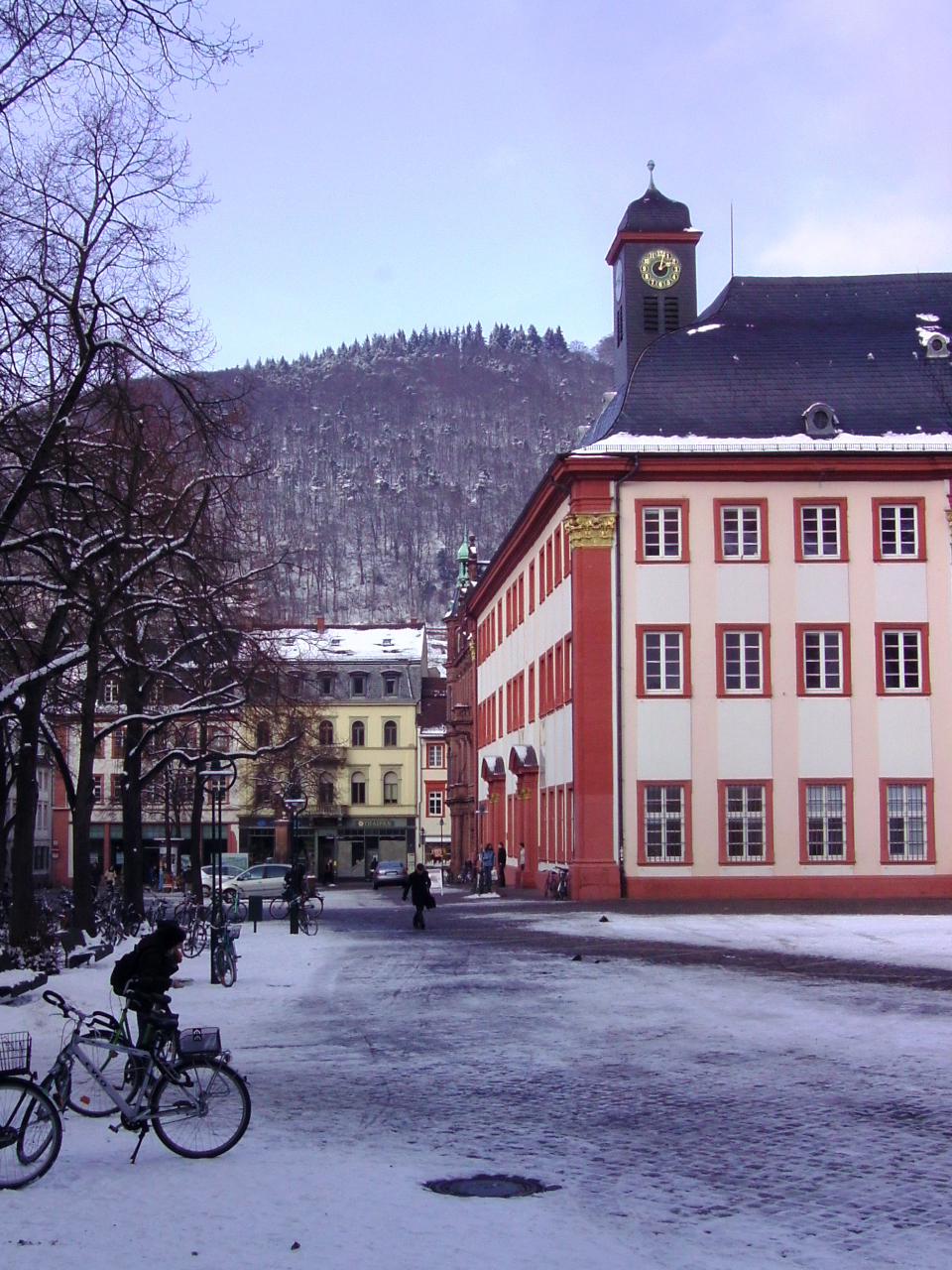
Вид на північ, на Гауптштрасе
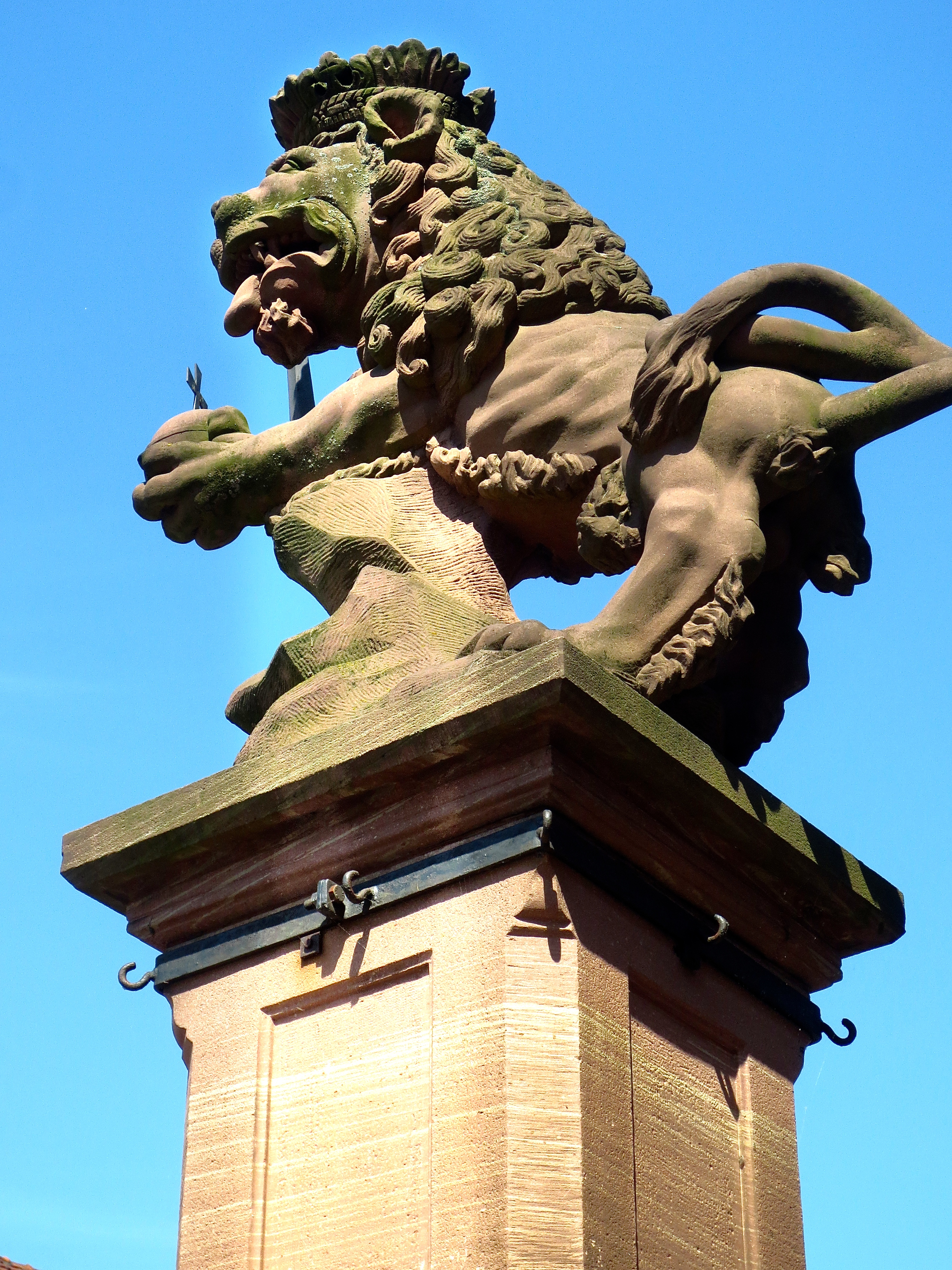
Фонтан лева
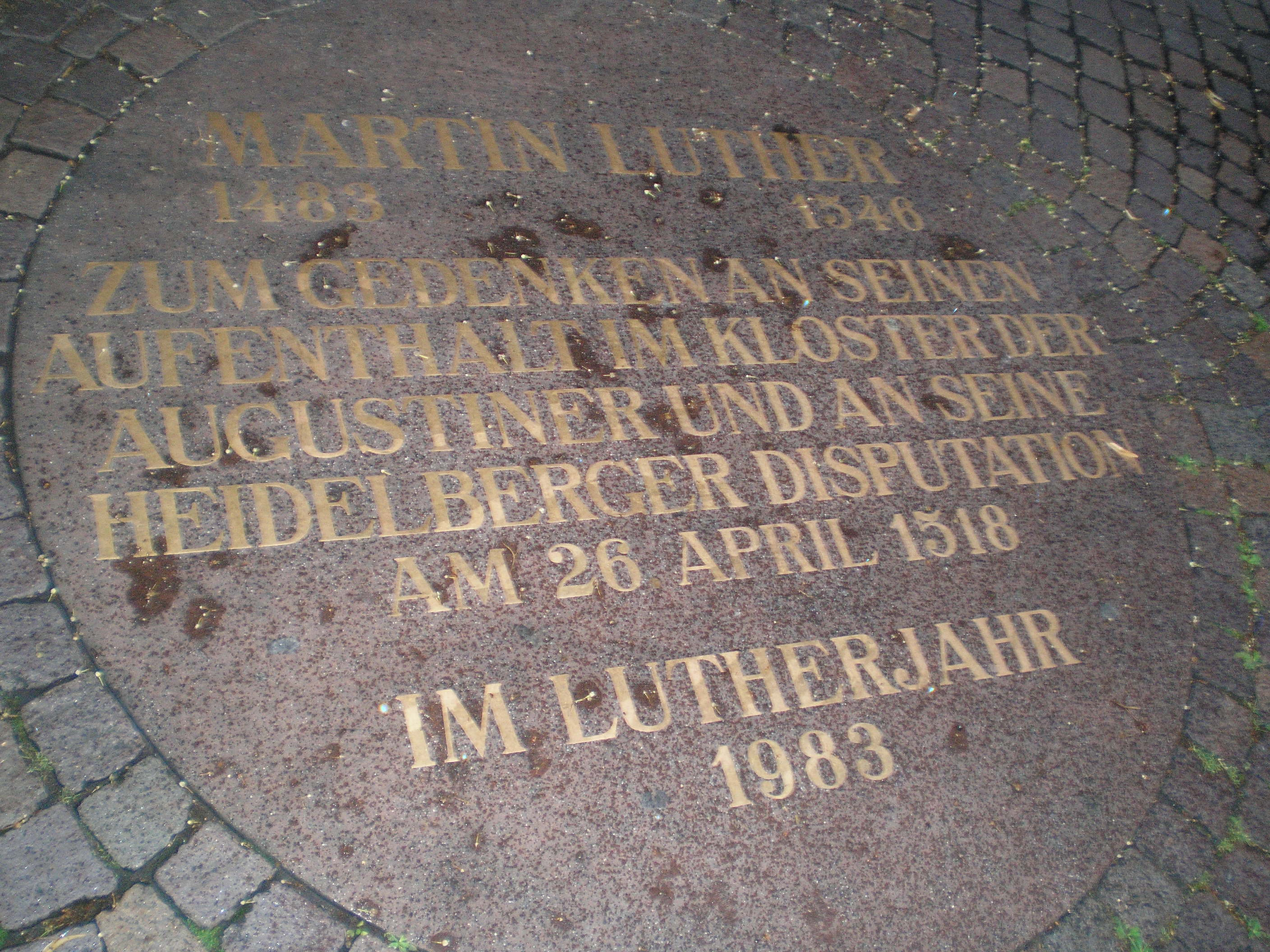
Меморіальна дошка Лютеру
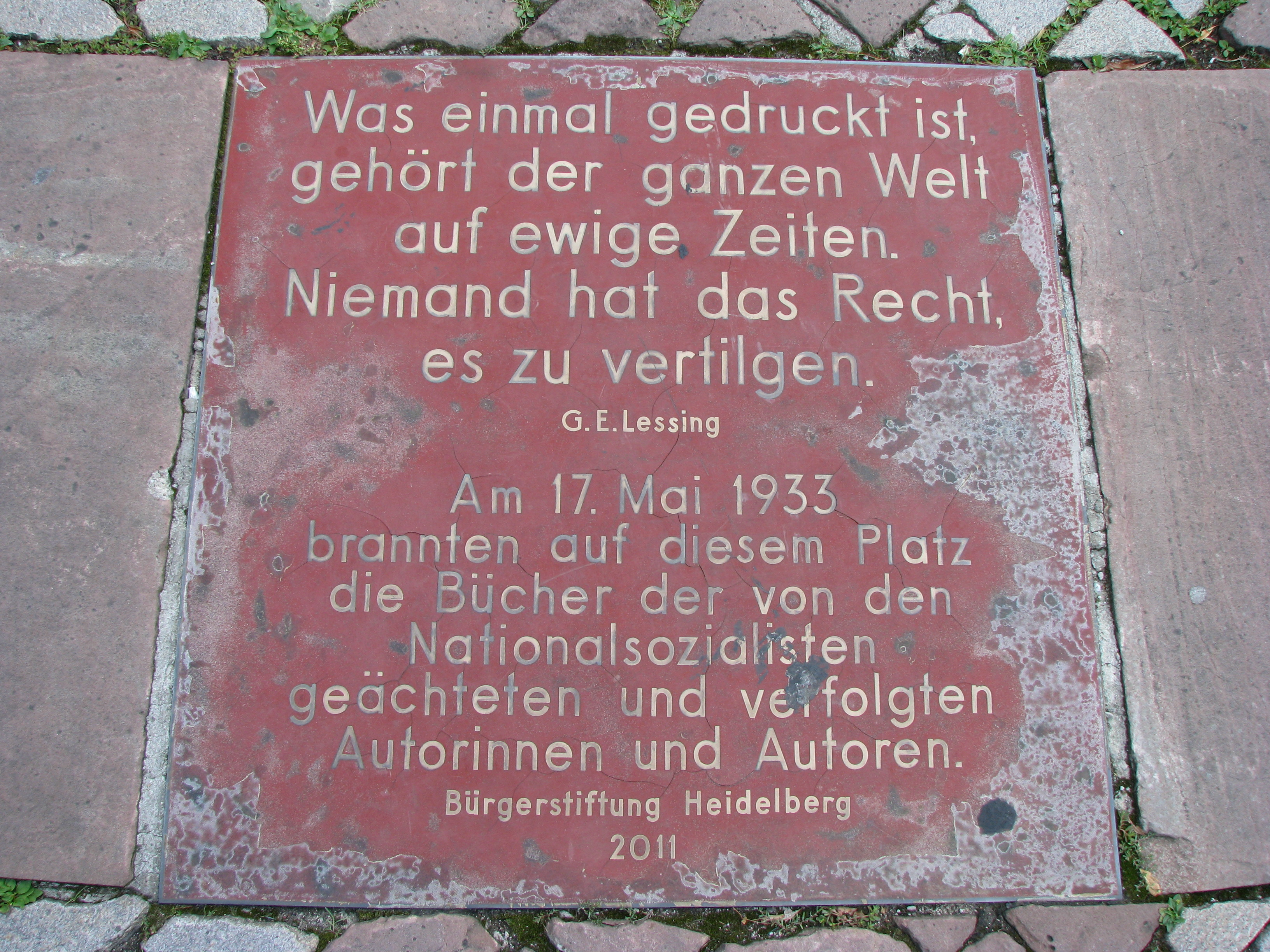
Пам'ятна дошка на згадку про спалювання книг

## Веб-посилання
- Місто Гейдельберг: Університетська площа
- Гейдельберзький маркетинг: Університетська площа